# Ujjain
Ujjain là một thành phố và là nơi đặt hội đồng thành phố (municipal corporation) của quận Ujjain thuộc bang Madhya Pradesh, Ấn Độ.

## Địa lý
Ujjain có vị trí 23°11′B 75°46′Đ / 23,18°B 75,77°Đ Nó có độ cao trung bình là 491 mét (1610 feet).

## Nhân khẩu
Theo điều tra dân số năm 2001 của Ấn Độ, Ujjain có dân số 429.933 người. Phái nam chiếm 52% tổng số dân và phái nữ chiếm 48%. Ujjain có tỷ lệ 72% biết đọc biết viết, cao hơn tỷ lệ trung bình toàn quốc là 59,5%: tỷ lệ cho phái nam là 79%, và tỷ lệ cho phái nữ là 66%. Tại Ujjain, 13% dân số nhỏ hơn 6 tuổi.